# Alfredo Donnarumma
Pour les articles homonymes, voir Donnarumma.
Alfredo Donnarumma, né le 30 novembre 1990 à Torre Annunziata, est un footballeur italien qui évolue au poste d'attaquant au Ternana Calcio, il n'a aucun lien de parenté avec les deux frères Donnarumma (Antonio et de Gianluigi).

## Biographie
Lors de la saison 2017-2018, il se met en évidence avec le club de l'Empoli FC, en inscrivant un total de 23 buts en Serie B. Cette saison-là, il est l'auteur de quatre doublés. Il se classe deuxième meilleur buteur du championnat, derrière Francesco Caputo.
La saison suivante, il brille de nouveau avec le club du Brescia Calcio, en marquant un total de 25 buts en Serie B, ce qui fait de lui cette fois-ci le meilleur buteur du championnat. Cette saison-là, il est l'auteur de trois triplés, et trois doublés.
Le 25 août 2019, il joue son tout premier match en Serie A, lors d'un déplacement sur la pelouse du Cagliari Calcio. Il se met alors en évidence en inscrivant un but. Par la suite, le 15 septembre, il s'illustre en étant l'auteur d'un doublé lors de la réception du Bologna FC. Il ne peut toutefois empêcher la défaite de son équipe (3-4).

## Statistiques
| Saison                | Club                   | Championnat           | Championnat | Championnat | Coupe(s) nationale(s) | Coupe(s) nationale(s) | Total | Total |
| Saison                | Club                   | Division              | M.          | B.          | M.                    | B.                    | M.    | B.    |
| 2010-2013             | Calcio Catane          | Serie A               | -           | -           | -                     | -                     | 0     | 0     |
| 2010-2011             | AS Gubbio (prêt)       | Serie C (it)          | 23          | 5           | -                     | -                     | 23    | 5     |
| 2011-2012             | Virtus Lanciano (prêt) | Serie C (it)          | 10          | 0           | -                     | -                     | 10    | 0     |
| 2012-2013             | Côme 1907 (prêt)       | Serie C (it)          | 30          | 13          | -                     | -                     | 30    | 13    |
| 2013-2014             | AS Cittadella          | Serie B               | 20          | 3           | -                     | -                     | 20    | 3     |
| 2014                  | Pescara                | Serie B               | -           | -           | -                     | -                     | 0     | 0     |
| 2014-2015             | Teramo Calcio          | Serie C               | 35          | 22          | 2                     | 0                     | 37    | 22    |
| 2015-2016             | US Salernitana         | Serie B               | 38          | 12          | 2                     | 1                     | 40    | 13    |
| 2016-2017             | US Salernitana         | Serie B               | 29          | 6           | 2                     | 1                     | 31    | 7     |
| Sous-total            | Sous-total             | Sous-total            | 67          | 18          | 4                     | 2                     | 71    | 20    |
| 2017-2018             | Empoli FC              | Serie B               | 38          | 22          | 1                     | 0                     | 39    | 22    |
| 2018-2019             | Brescia Calcio         | Serie B               | 32          | 25          | 2                     | 2                     | 34    | 27    |
| 2019-2020             | Brescia Calcio         | Serie A               | 5           | 4           | 1                     | 1                     | 6     | 5     |
| Sous-total            | Sous-total             | Sous-total            | 35          | 28          | 3                     | 3                     | 38    | 31    |
| Total sur la carrière | Total sur la carrière  | Total sur la carrière | 256         | 112         | 10                    | 5                     | 266   | 117   |

## Palmarès

### En club
- Empoli FC
  - Championnat d'Italie de football D2
    - Vainqueur en 2017-2018
- Brescia Calcio
  - Championnat d'Italie de football D2
    - Vainqueur en 2018-2019

### Distinctions personnelles
- Meilleur buteur du championnat d'Italie de D2 2018-2019 avec 25 buts